# Juventus Football Club 2008-2009
Questa voce raccoglie le informazioni riguardanti la Juventus Football Club nelle competizioni ufficiali della stagione 2008-2009.

## Stagione

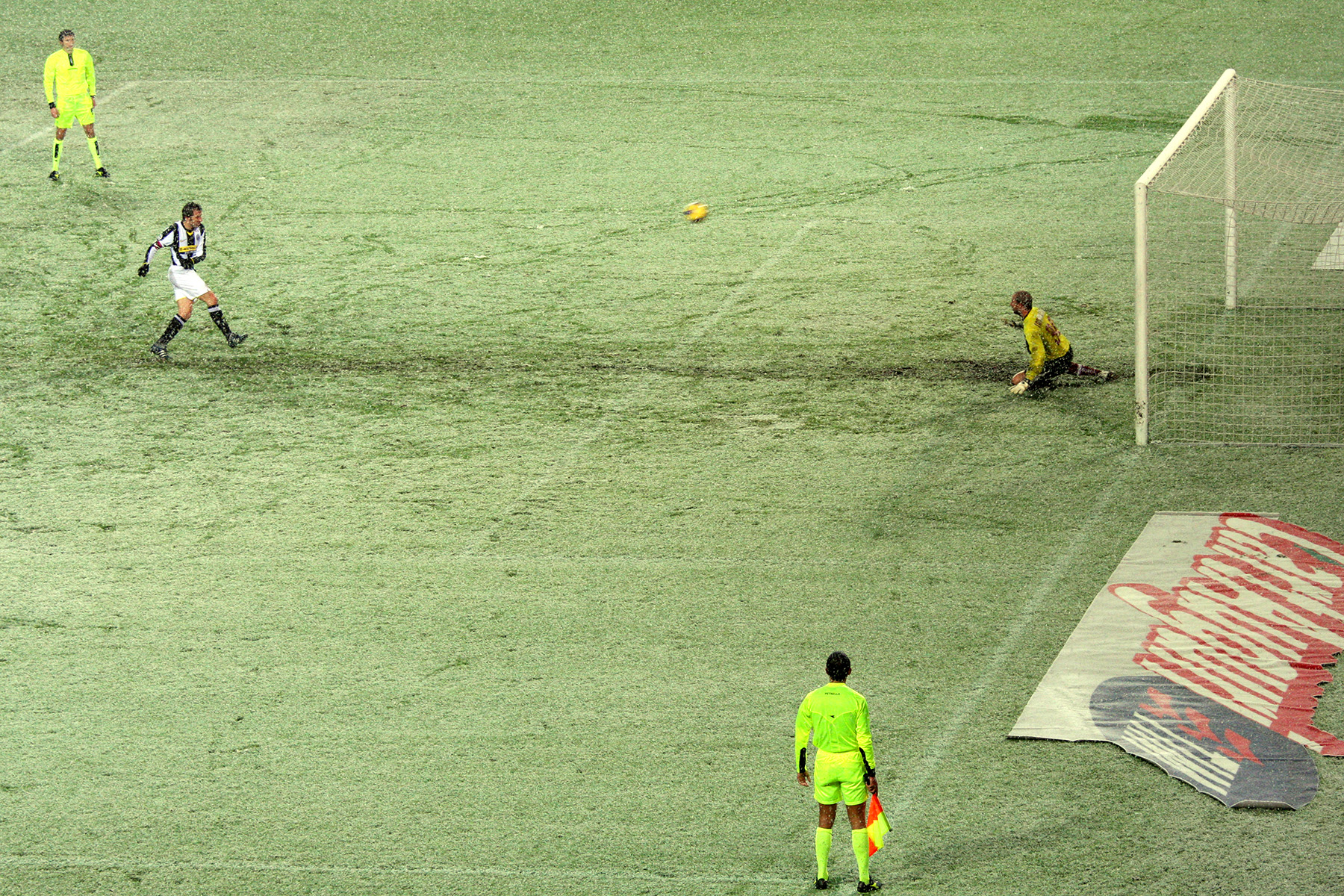
Alessandro Del Piero, migliore marcatore stagionale della squadra con 21 gol, realizza la sua 250ª rete juventina trasformando il rigore del 4-0 finale alla, 29 novembre 2008.

Per la Juventus, che nella stagione 2008-2009 fa ritorno nelle coppe europee dopo tre anni, il mercato vede l'arrivo di Amauri, attaccante proveniente dal Palermo.
Nei preliminari di Champions League, viene affrontato lo slovacco Artmedia Petržalka di Bratislava: la partita di andata (prima in Europa dall'aprile 2006) finisce per 4-0, mentre il ritorno si conclude con l'ininfluente 1-1 che vale la qualificazione alla fase a gironi. All'esordio in campionato, contro la Fiorentina viene ottenuto un pari con identico risultato. Spinta dalle reti del nuovo acquisto Amauri, la Juventus inizia con buoni risultati in entrambe le competizioni. In coppa, la qualificazione per gli ottavi di finale giunge con due gare di anticipo: decisive sono le vittorie contro il Real Madrid, sconfitto per 2-1 a Torino e 2-0 al Bernabéu (con la memorabile prestazione di Del Piero, autore di una doppietta). Nel frattempo il capitano bianconero, nella gara casalinga di campionato con la Reggina del 29 novembre, segna su rigore il 250º gol in bianconero. La Juventus conclude la fase a gironi della coppa con la miglior difesa (3 reti al passivo, al pari del Manchester Utd) e la prima parte di campionato con 40 punti, 3 in meno dell'Inter capolista.
L'avventura europea finisce negli ottavi di finale, con la formazione sconfitta dal Chelsea finalista uscente: i londinesi vincono l'andata a Stamford Bridge (1-0) per poi pareggiare nel ritorno in Italia (2-2). Nelle settimane che seguono all'eliminazione, la squadra accusa una crisi anche sul fronte nazionale rimanendo senza vittorie per 7 giornate (6 pareggi e una sconfitta).
Dopo essere uscita dalla Coppa Italia per mano della Lazio, poi vincitrice dell'edizione, e vedendo in campionato la Fiorentina avvicinarsi a un solo punto dal terzo posto occupato dai bianconeri, paventando il rischio di mancare la qualificazione diretta alla fase a gironi di Champions, la società decide per l'esonero – fatto che non accadeva in casa juventina dalla stagione 1969-1970 – di Ranieri a favore di Ferrara, ex calciatore bianconero al debutto in panchina. Con 6 punti nelle restanti 2 giornate, viene chiuso al secondo posto un torneo positivo che ha visto la doppia vittoria nei derby: la stagione è l'ultima in campo per Pavel Nedvěd, che proseguirà il suo rapporto in bianconero in veste di dirigente.
Nel frattempo, durante l'annata viene portato avanti il progetto del nuovo stadio di proprietà ideato nel 1994 e iniziatosi a concretizzare nel 2002. L'11 novembre 2008 inizia infatti la demolizione del vecchio Delle Alpi, conclusasi il 25 giugno 2009; cinque giorni più tardi ha inizio la costruzione del nuovo impianto.

## Divise e sponsor
Lo sponsor tecnico per la stagione 2008-2009 è Nike, mentre lo sponsor ufficiale è New Holland.
La divisa casalinga vede quest'anno una maglia con una palatura bianconera molto ampia, arricchita da vari dettagli gialli su colletto e bordini; lo stesso colore è utilizzato per nomi e numeri sulla schiena. Al completo sono abbinati pantaloncini bianchi e calzettoni neri: quest'ultima una novità relativamente agli ultimi decenni, che riporta in auge la storica muta sfoggiata dalla squadra del Quinquennio d'oro e utilizzata financo al secondo dopoguerra.
| Casa | Trasferta | Terza divisa |

Per le trasferte, debutta quest'anno in casa juventina l'oro: questo va a colorare maglia e calzettoni della seconda muta di riserva, mentre i pantaloncini rimangono d'un più tradizionale nero. Infine la seconda casacca della scorsa annata, interamente blu eccetto per due strisce gialle sul petto, è riutilizzata in questa stagione come terza divisa di cortesia.
| 1ª portiere | 2ª portiere | 3ª portiere | 4ª portiere |

## Società
Area direttiva
- Presidente: Giovanni Cobolli Gigli
- Presidenti onorari: Giampiero Boniperti e Franzo Grande Stevens
- Amministratore delegato e direttore generale: Jean-Claude Blanc
- Amministratori: Carlo Barel Di Sant'Albano, Aldo Mazzia, Gian Paolo Montali, Camillo Venesio, Riccardo Montanaro, Marzio Saà
- Direttore pianificazione e controllo: Stefano Bertola
- Direttore amministrativo e finanza: Michele Bergero

Area organizzativa
- Segretario sportivo: Francesco Gianello
- Team manager: Gianluca Pessotto

Area comunicazione
- Responsabile area comunicazione: Giuseppe Gattino
- Addetti stampa senior: Marco Girotto
- Addetti stampa e editoria: Fabio Ellena e Gabriella Ravizzotti
- Responsabile contenuti editoriali: Enrica Tarchi
- Comunicazione corporate: Stefano Coscia

Area marketing
- Direttore commerciale e marketing: Marco Fassone
- Responsabile Juventus Merchandising: Laurent Boquillet

Area tecnica
- Direttore sportivo: Alessio Secco
- Responsabile osservatori: Renzo Castagnini
- Allenatore: Claudio Ranieri, dal 18 maggio Ciro Ferrara
- Allenatore in seconda: Christian Damiano, dal 18 maggio Massimiliano Maddaloni
- Assistente di campo: Paolo Benetti, dal 18 maggio Adolfo Sormani
- Preparatore atletico: Riccardo Capanna, dal 18 maggio Andrea Scanavino
- Preparatore dei portieri: Giorgio Pellizzaro, dal 18 maggio Michelangelo Rampulla

Area sanitaria
- Responsabile sanitario: dott. Riccardo Agricola
- Medici sociali: dott. Michele Gemignani, dott. Bartolomeo Goitre e dott. Luca Stefanini
- Fisioterapisti: Aldo Esposito e Luigi Pochettino
- Massofisioterapisti: Mauro Caudana, Dario Garbiero e Franco Giacometto

## Rosa
| N. |                                 | Ruolo | Calciatore                      |
| -- | ------------------------------- | ----- | ------------------------------- |
| 1  | Italia (bandiera)               | P     | Gianluigi Buffon                |
| 3  | Italia (bandiera)               | D     | Giorgio Chiellini               |
| 4  | Svezia (bandiera)               | D     | Olof Mellberg                   |
| 5  | Francia (bandiera)              | D     | Jonathan Zebina                 |
| 6  | Italia (bandiera)               | C     | Cristiano Zanetti               |
| 7  | Bosnia ed Erzegovina (bandiera) | C     | Hasan Salihamidžić              |
| 8  | Brasile (bandiera)              | A     | Amauri                          |
| 9  | Italia (bandiera)               | A     | Vincenzo Iaquinta               |
| 10 | Italia (bandiera)               | A     | Alessandro Del Piero (capitano) |
| 11 | Rep. Ceca (bandiera)            | C     | Pavel Nedvěd                    |
| 12 | Italia (bandiera)               | P     | Antonio Chimenti                |
| 13 | Austria (bandiera)              | P     | Alexander Manninger             |
| 14 | Portogallo (bandiera)           | D     | Jorge Andrade                   |
| 15 | Croazia (bandiera)              | D     | Dario Knežević                  |
| 16 | Italia (bandiera)               | C     | Mauro Germán Camoranesi         |
| 17 | Francia (bandiera)              | A     | David Trezeguet                 |

| N. |                       | Ruolo | Calciatore          |
| -- | --------------------- | ----- | ------------------- |
| 18 | Danimarca (bandiera)  | C     | Christian Poulsen   |
| 19 | Italia (bandiera)     | C     | Claudio Marchisio   |
| 20 | Italia (bandiera)     | C     | Sebastian Giovinco  |
| 21 | Rep. Ceca (bandiera)  | D     | Zdeněk Grygera      |
| 22 | Mali (bandiera)       | C     | Mohamed Sissoko     |
| 27 | Svezia (bandiera)     | C     | Albin Ekdal         |
| 28 | Italia (bandiera)     | D     | Cristian Molinaro   |
| 29 | Italia (bandiera)     | D     | Paolo De Ceglie     |
| 30 | Portogallo (bandiera) | C     | Tiago               |
| 32 | Italia (bandiera)     | C     | Marco Marchionni    |
| 33 | Italia (bandiera)     | D     | Nicola Legrottaglie |
| 35 | Italia (bandiera)     | C     | Simone Esposito     |
| 36 | Italia (bandiera)     | C     | Luca Castiglia      |
| 41 | Italia (bandiera)     | D     | Lorenzo Ariaudo     |
| 46 | Italia (bandiera)     | A     | Ciro Immobile       |
| 47 | Somalia (bandiera)    | C     | Ayub Daud           |

## Calciomercato
Dati aggiornati al 30 giugno 2009.

### Sessione estiva(dall'1/7 all'1/9)
| Acquisti | Acquisti            | Acquisti       | Acquisti                       |
| R.       | Nome                | da             | Modalità                       |
| -------- | ------------------- | -------------- | ------------------------------ |
| P        | Antonio Chimenti    | Udinese        | prestito (0 €)                 |
| P        | Alexander Manninger | Siena          | definitivo (680 000 €)         |
| D        | Paolo De Ceglie     | Siena          | riscatto comp. (3,5 milioni €) |
| D        | Dario Knežević      | Livorno        | prestito (750 000 €)           |
| D        | Olof Mellberg       | svincolato     |                                |
| C        | Albin Ekdal         | Brommapojkarna | definitivo (600 000 €)         |
| C        | Iago Falqué         | Barcellona     | definitivo (0 €)               |
| C        | Sebastian Giovinco  | Empoli         | fine prestito                  |
| C        | Claudio Marchisio   | Empoli         | fine prestito                  |
| C        | Christian Poulsen   | Siviglia       | definitivo (9,75 milioni €)    |
| A        | Amauri              | Palermo        | definitivo (22,8 milioni €)    |
| A        | Rey Volpato         | Empoli         | riscatto comp. (400 000 €)     |

| Cessioni | Cessioni                | Cessioni   | Cessioni                          |
| R.       | Nome                    | a          | Modalità                          |
| -------- | ----------------------- | ---------- | --------------------------------- |
| P        | Emanuele Belardi        | Udinese    | prestito (0 €)                    |
| P        | Antonio Mirante         | Sampdoria  | compartecipazione (1,5 milioni €) |
| D        | Alessandro Birindelli   |            | svincolato                        |
| D        | Domenico Criscito       | Genoa      | prestito (1 milioni €)            |
| D        | Felice Piccolo          | Empoli     | risoluzione comp. (300 000 €)     |
| D        | Andrea Rossi            | Siena      | risoluzione comp. (1 milioni €)   |
| D        | Pietro Zammuto          | Piacenza   | risoluzione comp. (170 000 €)     |
| C        | Sergio Bernardo Almirón | Fiorentina | prestito (500 000 €)              |
| C        | Manuele Blasi           | Napoli     | risoluzione comp. (2,6 milioni €) |
| C        | Andrea Luci             | Ascoli     | risoluzione comp. (103 000 €)     |
| C        | Antonio Nocerino        | Palermo    | definitivo (7,5 milioni €)        |
| C        | Matteo Paro             | Genoa      | risoluzione comp. (2,0 milioni €) |
| A        | Davide Lanzafame        | Palermo    | compartecip. (2,5 milioni €)      |
| A        | Rubén Olivera           | Genoa      | prestito (0 €)                    |
| A        | Raffaele Palladino      | Genoa      | compartecipazione (5 milioni €)   |
| A        | Cristian Pasquato       | Empoli     | prestito (0 €)                    |
| A        | Rey Volpato             | Bari       | compartecipazione (500 000 €)     |

### Sessione invernale(dal 7/1 al 2/2)
| Acquisti | Acquisti         | Acquisti     | Acquisti               |
| R.       | Nome             | da           | Modalità               |
| -------- | ---------------- | ------------ | ---------------------- |
| P        | Antonio Chimenti | Udinese      | definitivo (0 €)       |
| P        | Mario Kirev      | Slavia Sofia | definitivo (550 000 €) |

| Cessioni | Cessioni         | Cessioni     | Cessioni         |
| R.       | Nome             | a            | Modalità         |
| -------- | ---------------- | ------------ | ---------------- |
| P        | Emanuele Belardi | Udinese      | definitivo (0 €) |
| P        | Mario Kirev      | Grasshoppers | prestito (0 €)   |

## Risultati

### Serie A

#### Girone di andata
| Arbitro: | Morganti (Ascoli Piceno) |

|               |           |            |
| Gilardino 89’ | Marcatori | 39’ Nedvěd |

| Arbitro: | De Marco (Chiavari) |

|            |           |  |
| Amauri 67’ | Marcatori |  |

| Arbitro: | Brighi (Cesena) |

|  |           |            |
|  | Marcatori | 39’ Amauri |

| Arbitro: | Pierpaoli (Firenze) |

|            |           |              |
| Amauri 16’ | Marcatori | 68’ Plasmati |

| Genova 27 settembre 2008, ore 18:00 CEST 5ª giornata | Sampdoria         | 0 – 0 referto | Juventus | Stadio Luigi Ferraris (27 043 spett.)\| Arbitro: \| Rizzoli (Bologna) \| |
| Arbitro:                                             | Rizzoli (Bologna) |               |          |                                                                          |

| Arbitro: | Tagliavento (Terni) |

|               |           |                             |
| Del Piero 38’ | Marcatori | 23’ Miccoli 80’ Mch'edlidze |

| Arbitro: | Saccani (Mantova) |

|                        |           |            |
| Hamšík 65’ Lavezzi 80’ | Marcatori | 61’ Amauri |

| Arbitro: | Rocchi (Firenze) |

|            |           |  |
| Amauri 48’ | Marcatori |  |

| Arbitro: | Trefoloni (Siena) |

|             |           |                 |
| Di Vaio 75’ | Marcatori | 12’, 56’ Nedvěd |

| Arbitro: | Rizzoli (Bologna) |

|                              |           |  |
| Del Piero 38’ Marchionni 48’ | Marcatori |  |

| Arbitro: | Banti (Livorno) |

|  |           |                            |
|  | Marcatori | 40’ Del Piero 54’ Iaquinta |

| Arbitro: | Rocchi (Firenze) |

|                                                                  |           |                   |
| Grygera 6’ Amauri 26’ Iaquinta 85’ Papastathopoulos 90+2’ (aut.) | Marcatori | 89’ (rig.) Milito |

| Arbitro: | Rizzoli (Bologna) |

|             |           |  |
| Muntari 72’ | Marcatori |  |

| Arbitro: | Damato (Barletta) |

|                                                              |           |  |
| Camoranesi 28’ Amauri 44’ Chiellini 62’ Del Piero 74’ (rig.) | Marcatori |  |

| Arbitro: | Pierpaoli (Firenze) |

|           |           |                         |
| Cacia 83’ | Marcatori | 57’ Giovinco 90’ Amauri |

| Arbitro: | Rizzoli (Bologna) |

|                                                    |           |                        |
| Del Piero 16’ (rig.) Chiellini 34’ Amauri 41’, 69’ | Marcatori | 31’ Pato 56’ Ambrosini |

| Arbitro: | Farina (Novi Ligure) |

|           |           |                                           |
| Vieri 47’ | Marcatori | 30’ Del Piero 38’ Legrottaglie 81’ Amauri |

| Arbitro: | Russo (Nola) |

|               |           |  |
| Del Piero 33’ | Marcatori |  |

| Arbitro: | Morganti (Ascoli Piceno) |

|             |           |              |
| Ledesma 25’ | Marcatori | 30’ Mellberg |

#### Girone di ritorno
| Arbitro: | Saccani (Mantova) |

|               |           |  |
| Marchisio 21’ | Marcatori |  |

| Arbitro: | Tagliavento (Terni) |

|                                |           |                     |
| Quagliarella 20’ Di Natale 74’ | Marcatori | 77’ (rig.) Iaquinta |

| Arbitro: | Banti (Livorno) |

|                        |           |                                 |
| Sissoko 31’ Nedvěd 38’ | Marcatori | 16’ Biondini 54’ Jeda 78’ Matri |

| Arbitro: | Morganti (Ascoli Piceno) |

|              |           |                            |
| Morimoto 51’ | Marcatori | 11’ Iaquinta 90+1’ Poulsen |

| Arbitro: | Orsato (Schio) |

|            |           |             |
| Amauri 62’ | Marcatori | 10’ Pazzini |

| Arbitro: | Tagliavento (Terni) |

|  |           |                           |
|  | Marcatori | 27’ Sissoko 79’ Trezeguet |

| Arbitro: | Ayroldi (Molfetta) |

|               |           |  |
| Marchisio 44’ | Marcatori |  |

| Arbitro: | Farina (Novi Ligure) |

|  |           |               |
|  | Marcatori | 81’ Chiellini |

| Arbitro: | Damato (Barletta) |

|                                                  |           |               |
| Salihamidžić 49’ Giovinco 71’ Del Piero 75’, 88’ | Marcatori | 24’ Mutarelli |

| Arbitro: | Rocchi (Firenze) |

|           |           |                                           |
| Loria 48’ | Marcatori | 34’, 55’ Iaquinta 69’ Mellberg 74’ Nedvěd |

| Arbitro: | Mazzoleni (Bergamo) |

|                                                 |           |                            |
| Chiellini 33’ Mantovani 53’ (aut.) Iaquinta 79’ | Marcatori | 25’, 44’, 90+1’ Pellissier |

| Arbitro: | Rocchi (Firenze) |

|                                |           |                                   |
| Motta 29’, 45+3’ Palladino 88’ | Marcatori | 45’ (rig.) Del Piero 84’ Iaquinta |

| Arbitro: | Farina (Novi Ligure) |

|               |           |               |
| Grygera 90+1’ | Marcatori | 64’ Balotelli |

| Arbitro: | Saccani (Mantova) |

|                              |           |                                  |
| Barillà 27’ Hallfreðsson 69’ | Marcatori | 48’ (rig.) Del Piero 73’ Zanetti |

| Arbitro: | Gava (Conegliano) |

|                 |           |                          |
| Nedvěd 54’, 67’ | Marcatori | 11’ Konan 90+4’ Castillo |

| Arbitro: | Orsato (Schio) |

|             |           |              |
| Seedorf 57’ | Marcatori | 60’ Iaquinta |

| Arbitro: | Ayroldi (Molfetta) |

|                          |           |                            |
| Iaquinta 25’ Zanetti 36’ | Marcatori | 2’ Cigarini 44’ Pellegrino |

| Arbitro: | Damato (Barletta) |

|  |           |                                  |
|  | Marcatori | 18’, 89’ Del Piero 37’ Marchisio |

| Arbitro: | Peruzzo (Schio) |

|                  |           |  |
| Iaquinta 3’, 59’ | Marcatori |  |

### Coppa Italia

#### Fase finale
| Arbitro: | Banti (Livorno) |

|                                          |           |  |
| Marchionni 4’ Giovinco 68’ Del Piero 70’ | Marcatori |  |

| Arbitro: | Ayroldi (Molfetta) |

|                                                            |                      |                                                 |
| Del Piero Trezeguet Nedvěd Marchionni Sissoko Legrottaglie | Tiri di rigore 4 – 3 | Hamšík Bogliacino Denis Lavezzi Contini Gargano |

| Arbitro: | Tagliavento (Terni) |

|                       |           |                |
| Pandev 65’ Rocchi 78’ | Marcatori | 34’ Marchionni |

| Arbitro: | Rizzoli (Bologna) |

|               |           |                        |
| Del Piero 64’ | Marcatori | 38’ Zárate 52’ Kolarov |

### UEFA Champions League

#### Fase di qualificazione
| Arbitro: | Vassaras |

|                                                            |           |  |
| Camoranesi 8’ Del Piero 26’ Chiellini 39’ Legrottaglie 90’ | Marcatori |  |

| Arbitro: | Medina Cantalejo |

|            |           |            |
| Fodrek 13’ | Marcatori | 25’ Amauri |

#### Fase a gironi
| Arbitro: | De Bleeckere |

|               |           |  |
| Del Piero 76’ | Marcatori |  |

| Arbitro: | Atkinson |

|                         |           |                     |
| Kryvec 17’ Stasevič 23’ | Marcatori | 29’, 45+3’ Iaquinta |

| Arbitro: | Stark |

|                         |           |                     |
| Del Piero 5’ Amauri 49’ | Marcatori | 66’ Van Nistelrooij |

| Arbitro: | Vink |

|  |           |                    |
|  | Marcatori | 17’, 67’ Del Piero |

| San Pietroburgo 25 novembre 2008, ore 18:30 CET 5ª giornata | Zenit San Pietroburgo | 0 – 0 referto | Juventus | Stadion Petrovskiy (20 155 spett.)\| Arbitro: \| Bo Larsen \| |
| Arbitro:                                                    | Bo Larsen             |               |          |                                                               |

| Torino 10 dicembre 2008, ore 20:45 CET 6ª giornata | Juventus  | 0 – 0 referto | BATĖ Borisov | Stadio Olimpico (5 753 spett.)\| Arbitro: \| Kapitanis \| |
| Arbitro:                                           | Kapitanis |               |              |                                                           |

#### Fase a eliminazione diretta
| Arbitro: | Benquerença |

|            |           |  |
| Drogba 12’ | Marcatori |  |

| Arbitro: | Undiano Mallenco |

|                                   |           |                         |
| Iaquinta 19’ Del Piero 74’ (rig.) | Marcatori | 45+1’ Essien 83’ Drogba |

## Statistiche

### Statistiche di squadra
| Competizione          | Punti | In casa | In casa | In casa | In casa | In casa | In casa | In trasferta | In trasferta | In trasferta | In trasferta | In trasferta | In trasferta | Totale | Totale | Totale | Totale | Totale | Totale | DR  |
| Competizione          | Punti | G       | V       | N       | P       | Gf      | Gs      | G            | V            | N            | P            | Gf           | Gs           | G      | V      | N      | P      | Gf     | Gs     | DR  |
| --------------------- | ----- | ------- | ------- | ------- | ------- | ------- | ------- | ------------ | ------------ | ------------ | ------------ | ------------ | ------------ | ------ | ------ | ------ | ------ | ------ | ------ | --- |
| Serie A               | 74    | 19      | 11      | 6       | 2       | 38      | 19      | 19           | 10           | 5            | 4            | 31           | 18           | 38     | 21     | 11     | 6      | 69     | 37     | +32 |
| Coppa Italia          | -     | 3       | 1       | 1       | 1       | 4       | 2       | 1            | 0            | 0            | 1            | 1            | 2            | 4      | 1      | 1      | 2      | 5      | 4      | +1  |
| UEFA Champions League | -     | 5       | 3       | 2       | 0       | 9       | 3       | 5            | 1            | 3            | 1            | 5            | 4            | 10     | 4      | 5      | 1      | 14     | 7      | +7  |
| Totale                | -     | 27      | 15      | 8       | 3       | 49      | 22      | 25           | 11           | 8            | 6            | 37           | 24           | 52     | 26     | 17     | 9      | 86     | 46     | +40 |

### Andamento in campionato
| Giornata  | 1  | 2 | 3 | 4 | 5 | 6  | 7  | 8  | 9 | 10 | 11 | 12 | 13 | 14 | 15 | 16 | 17 | 18 | 19 | 20 | 21 | 22 | 23 | 24 | 25 | 26 | 27 | 28 | 29 | 30 | 31 | 32 | 33 | 34 | 35 | 36 | 37 | 38 |
| --------- | -- | - | - | - | - | -- | -- | -- | - | -- | -- | -- | -- | -- | -- | -- | -- | -- | -- | -- | -- | -- | -- | -- | -- | -- | -- | -- | -- | -- | -- | -- | -- | -- | -- | -- | -- | -- |
| Luogo     | T  | C | T | C | T | C  | T  | C  | T | C  | T  | C  | T  | C  | T  | C  | T  | C  | T  | C  | T  | C  | T  | C  | T  | C  | T  | C  | T  | C  | T  | C  | T  | C  | T  | C  | T  | C  |
| Risultato | N  | V | V | N | N | P  | P  | V  | V | V  | V  | V  | P  | V  | V  | V  | V  | V  | N  | V  | P  | P  | V  | N  | V  | V  | V  | V  | V  | N  | P  | N  | N  | N  | N  | N  | V  | V  |
| Posizione | 10 | 6 | 2 | 5 | 7 | 11 | 12 | 10 | 9 | 6  | 6  | 3  | 3  | 2  | 2  | 2  | 2  | 2  | 2  | 2  | 2  | 3  | 2  | 2  | 2  | 2  | 2  | 2  | 2  | 2  | 2  | 3  | 3  | 3  | 3  | 3  | 3  | 2  |

Fonte:  Serie A 2008/2009, su calcio.com.
Legenda:

Luogo: C = Casa; T = Trasferta. Risultato: V = Vittoria; N = Pareggio; P = Sconfitta.

### Statistiche dei giocatori
Sono in corsivo i calciatori che hanno lasciato la società a stagione in corso.
| Giocatore       | Serie A  | Serie A | Serie A     | Serie A    | Coppa Italia | Coppa Italia | Coppa Italia | Coppa Italia | Champions League | Champions League | Champions League | Champions League | Totale   | Totale | Totale      | Totale     |
| Giocatore       | Presenze | Reti    | Ammonizioni | Espulsioni | Presenze     | Reti         | Ammonizioni  | Espulsioni   | Presenze         | Reti             | Ammonizioni      | Espulsioni       | Presenze | Reti   | Ammonizioni | Espulsioni |
| --------------- | -------- | ------- | ----------- | ---------- | ------------ | ------------ | ------------ | ------------ | ---------------- | ---------------- | ---------------- | ---------------- | -------- | ------ | ----------- | ---------- |
| Amauri          | 32       | 12      | 3           | 0          | 2            | 0            | 0            | 0            | 10               | 2                | 2                | 0                | 44       | 14     | 5           | 0          |
| J. Andrade      | 0        | 0       | 0           | 0          | 0            | 0            | 0            | 0            | 0                | 0                | 0                | 0                | 0        | 0      | 0           | 0          |
| L. Ariaudo      | 3        | 0       | 0           | 0          | 2            | 0            | 0            | 0            | 1                | 0                | 0                | 0                | 6        | 0      | 0           | 0          |
| G. Buffon       | 23       | -26     | 0           | 0          | 2            | -2           | 0            | 0            | 5                | -4               | 0                | 0                | 30       | -32    | 0           | 0          |
| M. Camoranesi   | 19       | 1       | 4           | 1          | 1            | 0            | 0            | 1            | 6                | 1                | 1                | 0                | 26       | 2      | 5           | 2          |
| L. Castiglia    | 0        | 0       | 0           | 0          | 0            | 0            | 0            | 0            | 1                | 0                | 0                | 0                | 1        | 0      | 0           | 0          |
| G. Chiellini    | 27       | 4       | 4           | 0          | 1            | 0            | 1            | 0            | 8                | 2                | 0                | 1                | 36       | 6      | 5           | 1          |
| A. Chimenti     | 0        | 0       | 0           | 0          | 0            | 0            | 0            | 0            | 0                | 0                | 0                | 0                | 0        | 0      | 0           | 0          |
| A. Daud         | 1        | 0       | 0           | 0          | 0            | 0            | 0            | 0            | 0                | 0                | 0                | 0                | 1        | 0      | 0           | 0          |
| P. De Ceglie    | 19       | 0       | 2           | 0          | 3            | 0            | 0            | 0            | 4                | 0                | 0                | 0                | 26       | 0      | 2           | 0          |
| A. Del Piero    | 31       | 13      | 2           | 0          | 3            | 2            | 0            | 0            | 9                | 6                | 1                | 0                | 43       | 21     | 3           | 0          |
| A. Ekdal        | 3        | 0       | 1           | 0          | 0            | 0            | 0            | 0            | 0                | 0                | 0                | 0                | 3        | 0      | 1           | 0          |
| S. Esposito     | 0        | 0       | 0           | 0          | 1            | 0            | 0            | 0            | 1                | 0                | 0                | 0                | 2        | 0      | 0           | 0          |
| S. Giovinco     | 19       | 2       | 2           | 0          | 3            | 1            | 0            | 0            | 5                | 0                | 0                | 0                | 27       | 3      | 2           | 0          |
| Z. Grygera      | 31       | 2       | 7           | 0          | 4            | 0            | 1            | 0            | 8                | 0                | 1                | 0                | 43       | 2      | 9           | 0          |
| V. Iaquinta     | 28       | 12      | 0           | 1          | 3            | 0            | 1            | 0            | 7                | 3                | 0                | 0                | 38       | 15     | 1           | 1          |
| C. Immobile     | 1        | 0       | 0           | 0          | 0            | 0            | 0            | 0            | 0                | 0                | 0                | 0                | 1        | 0      | 0           | 0          |
| D. Knežević     | 3        | 0       | 0           | 0          | 0            | 0            | 0            | 0            | 1                | 0                | 0                | 0                | 4        | 0      | 0           | 0          |
| N. Legrottaglie | 26       | 1       | 9           | 0          | 2            | 0            | 1            | 0            | 8                | 1                | 1                | 0                | 36       | 2      | 11          | 0          |
| A. Manninger    | 16       | -11     | 0           | 0          | 2            | -2           | 0            | 0            | 5                | -3               | 0                | 0                | 23       | -16    | 0           | 0          |
| M. Marchionni   | 27       | 1       | 0           | 0          | 4            | 2            | 0            | 0            | 5                | 0                | 0                | 0                | 36       | 3      | 0           | 0          |
| C. Marchisio    | 24       | 3       | 5           | 0          | 3            | 0            | 2            | 0            | 6                | 0                | 3                | 0                | 33       | 3      | 10          | 0          |
| O. Mellberg     | 27       | 2       | 4           | 0          | 3            | 0            | 1            | 0            | 7                | 0                | 0                | 0                | 37       | 2      | 5           | 0          |
| C. Molinaro     | 29       | 0       | 6           | 0          | 2            | 0            | 1            | 0            | 9                | 0                | 1                | 0                | 40       | 0      | 8           | 0          |
| P. Nedvěd       | 31       | 7       | 4           | 0          | 3            | 0            | 1            | 0            | 9                | 0                | 0                | 0                | 43       | 7      | 5           | 0          |
| C. Poulsen      | 23       | 1       | 2           | 0          | 3            | 0            | 0            | 0            | 3                | 0                | 0                | 0                | 29       | 1      | 2           | 0          |
| H. Salihamidžić | 11       | 1       | 0           | 0          | 0            | 0            | 0            | 0            | 4                | 0                | 0                | 0                | 15       | 1      | 0           | 0          |
| M. Sissoko      | 21       | 2       | 6           | 1          | 3            | 0            | 2            | 0            | 8                | 0                | 3                | 0                | 32       | 2      | 11          | 1          |
| Tiago           | 15       | 0       | 3           | 1          | 2            | 0            | 0            | 0            | 3                | 0                | 0                | 0                | 20       | 0      | 3           | 1          |
| D. Trezeguet    | 8        | 1       | 0           | 0          | 3            | 0            | 0            | 0            | 4                | 0                | 0                | 0                | 15       | 1      | 0           | 0          |
| C. Zanetti      | 12       | 2       | 2           | 0          | 1            | 0            | 1            | 0            | 1                | 0                | 0                | 0                | 14       | 2      | 3           | 0          |
| J. Zebina       | 8        | 0       | 2           | 0          | 0            | 0            | 0            | 0            | 0                | 0                | 0                | 0                | 8        | 0      | 2           | 0          |

## Giovanili

### Organigramma
Area direttiva
- Responsabile: Ciro Ferrara
- Coordinatore tecnico: Michelangelo Rampulla

Juventus Soccer Schools
- Responsabile: Marco Marchi

### Piazzamenti
- Primavera:
  - Campionato: quarti di finale
  - Coppa Italia: semifinale
  - Torneo di Viareggio: vincitore

- Berretti:
  - Campionato: 2º